# Otto Weiß (Historiker, 1934)
Otto Weiß (* 15. September 1934 in Ulm; † 3. August 2017 in Klagenfurt am Wörthersee) war ein deutscher Historiker und römisch-katholischer Theologe.

## Leben und Wirken
Nach dem Besuch des Humanistischen Gymnasiums in Günzburg und in Forchheim trat Otto Weiß 1954 in das Noviziat der Redemptoristen in Gars am Inn (Kloster Gars) ein. Ab 1955 studierte er Philosophie, Theologie und Geschichte an der philosophisch-theologischen Hochschule der Redemptoristen in Gars. 1960 wurde er während des Eucharistischen Weltkongresses in München zum Priester geweiht und war dann im Orden publizistisch und erzieherisch tätig. Ab 1965 studierte er Bayerische Geschichte, Mediävistik und Moraltheologie an der Ludwig-Maximilians-Universität München und wurde 1976 bei Karl Bosl mit einer Dissertation zur Geschichte der Redemptoristen in Bayern (1790–1909) promoviert. Weiß erreichte 1971 seine Laisierung und heiratete. Von 1971 bis 1981 wirkte er mit Unterbrechungen als Religionslehrer in München und zugleich als freier Mitarbeiter beim Bayerischen Rundfunk (bis 1979). Von 1977 bis 1979 hatte er auch einen Lehrauftrag für Geistesgeschichte an der Hochschule für Philosophie in München inne. Anschließend war er von 1981 bis 1986 wissenschaftlicher Assistent am Deutschen Historischen Institut (DHI) in Rom.
Seit 1987 wirkte Weiß als Mitglied des Historischen Instituts der Redemptoristen in Rom und war zugleich bis 1999 Schriftleiter der im Institut redigierten Zeitschrift Spicilegium Historicum Congregationis SSmi Redemptoris. Seit 2004 fungierte er als  Koordinator und Herausgeber der auf mehrere Bände veranschlagten Geschichte der Kongregation der Redemptoristen. 2009 wurde er in den Kreis der Oblaten der Redemptoristen aufgenommen.
Weiß lebte in Wien und in Grafing bei München, zuletzt in Klagenfurt am Wörthersee, und war Autor zahlreicher Veröffentlichungen zur deutsch-italienischen Perzeptionsgeschichte und zum Katholizismus im 19. und 20. Jahrhundert. Insbesondere beschäftigte er sich mit Gestalten des Redemptoristenordens (Clemens Maria Hofbauer, Kaspar Stanggassinger), der katholischen Romantik und dem Ultramontanismus (besonders der Frage des Mystizismus in diesem Kontext: Louise Beck) sowie mit der Modernismuskrise (beispielsweise der Auseinandersetzung um die Bibelexegese im Dominikanerorden) und dem Kulturkatholizismus (Carl Muth). Weiß wird als „Altmeister der deutschen Modernismusforschung“ betrachtet. Er verfasste zahlreiche Artikel im Biographisch-Bibliographischen Kirchenlexikon (BBKL).
Otto Weiß ist der Vater des Philosophen Martin Weiß.

## Schriften (Auswahl)
Monographien
- Die Redemptoristen in Bayern (1790–1909). Ein Beitrag zur Geschichte des Ultramontanismus. EOS, St. Ottilien 1983, ISBN 3-88096-122-0.
- Tun, was der Tag verlangt. Das Leben von Pater Kaspar Stangassinger. Herder, Freiburg im Breisgau 1988; 2. Auflage 1989, ISBN 3-451-21248-X.
- Der Modernismus in Deutschland. Ein Beitrag zur Theologiegeschichte. Pustet, Regensburg 1995, ISBN 3-7917-1478-3.
- Modernismus und Antimodernismus im Dominikanerorden. Zugleich ein Beitrag zum „Sodalitium Pianum“. Pustet, Regensburg 1998, ISBN 3-7917-1619-0.
- Deutsche oder römische Moral? – oder: Der Streit um Alfons von Liguori. Ein Beitrag zur Auseinandersetzung zwischen Romanismus und Germanismus im 19. Jahrhundert. Pustet, Regensburg 2001, ISBN 3-7917-1744-8.
- Klemens Maria Hofbauer und seine Biographen. Eine Rezeptionsgeschichte. Collegium A. Alfonsi de Urbe, Rom 2001.
- Kulturen, Mentalitäten, Mythen. Zur Theologie- und Kulturgeschichte des 19. und 20. Jahrhunderts. Hrsg. von Hubert Wolf, Manfred Weitlauff und Claus Arnold [Festschrift zum 70. Geburtstag]. Schöningh, Paderborn 2004, ISBN 3-506-70119-3. online.
- Rechtskatholizismus in der Ersten Republik. Zur Ideenwelt der österreichischen Kulturkatholiken 1918–1934. Peter Lang, Frankfurt am Main 2007, ISBN 978-3-631-55639-9.
- Begegnungen mit Klemens Maria Hofbauer (1751–1820). Pustet, Regensburg 2009, ISBN 978-3-7917-2179-8.
- Weisungen aus dem Jenseits? Der Einfluss mystizistischer Phänomene auf Ordens- und Kirchenleitungen im 19. Jahrhundert. Pustet, Regensburg 2011, ISBN 978-3-7917-2389-1.
- Der erste aller Christen. Zur deutschen Pascal-Rezeption von Friedrich Nietzsche bis Hans Urs von Balthasar. Pustet, Regensburg 2012, ISBN 978-3-7917-2461-4.
- Kulturkatholizismus. Katholiken auf dem Weg in die deutsche Kultur 1900–1933. Pustet, Regensburg 2014, ISBN 978-3-7917-2615-1; E-Book: ISBN 978-3-7917-7049-9.
- Stationen meines Lebens. Drei biografische Skizzen. Edition Tandem, Salzburg 2015, ISBN 978-3-902932-34-1. online.
- Die Macht der Seherin von Altötting. Geisterglaube im Katholizismus des 19. Jahrhunderts. Topos, Kevelaer 2015, ISBN 978-3-8367-1054-1.
- Aufklärung – Modernismus – Postmoderne. Das Ringen der katholischen Theologie um eine zeitgemäße Glaubensverantwortung. Pustet, Regensburg 2017, ISBN 978-3-7917-2876-6.

Herausgeberschaften
- Der selige Kaspar Stanggassinger (1871–1899). In Selbstzeugnissen und im Urteil seiner Zeitgenossen. Collegium S. Alfonsi de Urbe, Rom 1995.
- La recezione del pensiero alfonsiano nella Chiesa. Atti del Congresso in occasione del terzo centenario della nascita di S. Alfonso Maria de Liguori, Roma 5–7 marzo 1997. Collegium S. Alfonsi der Urbe, Rom 1998.
- mit Michele Nicoletti: Il modernismo in Italia e in Germania nel contesto europeo. Società editrice il Mulino, Bologna 2010, ISBN 978-88-15-13720-3.
- Storia della Congregazione del Santissimo Redentore. II. Prima espansione (1793–1855). Vol. 1: Congregatio Sanctissimi Redemptoris. Rom 2010; Vol. 2: Congregatio Sanctissimi Redemptoris. Rom 2012.